# Aechmalotus pyrula
Aechmalotus pyrula is een soort uit de familie Hallangiidae, die behoort tot de onderstam Acoelomorpha. Een kenmerkende eigenschap van de worm is dat hij tweeslachtig is, maar geen gonaden heeft. In plaats daarvan plant hij zich voort door middel van gameten, die hij produceert uit mesenchym. Verder heeft de worm geen darmen. 
De worm leeft in zee, tussen sedimentair gesteente. Aechmalotus pyrula werd in 1915 voor het eerst wetenschappelijk beschreven door Beklemischev. 